# Gisela Stelly
Gisela Stelly Augstein (* 1942) ist eine deutsche Schriftstellerin, Journalistin und Filmemacherin. Sie war die vierte Ehefrau des Spiegel-Verlegers Rudolf Augstein.

## Leben
Gisela Stelly studierte Soziologie und Psychologie an der FU Berlin und an der Goethe-Universität Frankfurt am Main. Ab 1967 schrieb sie für die Wochenzeitung Die Zeit, zuerst als Praktikantin, von 1970 bis Mitte der 1980er-Jahre als freie Mitarbeiterin. In den 1970er- und 1980er-Jahren schrieb sie Drehbücher und führte Regie bei Dokumentar- und Spielfilmen. 1993 erschien ihr erster Roman, Tristan in New York, dem seither mehrere folgten.
Stelly war von 1972 bis 1992 mit dem Spiegel-Verleger Rudolf Augstein verheiratet. Aus der Verbindung stammt der 1973 geborene Sohn Julian Robert Augstein, der Kunstmaler und Volkswirt ist. Gisela Stelly lebt in Hamburg und Berlin, sie publiziert unter dem Namen Gisela Stelly Augstein.

## Werke

### Romane und Erzählungen
- Tristan in New York. Luchterhand Verlag, Hamburg 1993, ISBN 3-630-86815-0.
- Lili und Marleen. Arche Verlag, Zürich-Hamburg 1998, ISBN 3-7160-2246-2.
- Spiel mit mir. Droemer Verlag, München 2004, ISBN 3-426-19665-4.
- Moby. mareverlag, Hamburg 2005, ISBN 3-936384-23-1.
- Goldmacher. Arche Verlag, Zürich-Hamburg 2012, ISBN 978-3-7160-2677-9.
- Keitumer Gespräche. fifty-fifty-Verlag, Frankfurt 2018, ISBN 978-3-946778-08-0.
- Der Fang des Tages. Roman. Edition W, 2023, ISBN 978-3-949671-08-1.

### Sachbücher
- Die Dummen und die Klugen. Kinder und was man aus ihnen machen kann. Bertelsmann Verlag, München 1972, ISBN 3-570-05411-X.
- als Hrsg.: In den Häusern, von den Häusern und um die Häuser herum. Wohnen Bertelsmann Verlag, München 1974, ISBN 3-570-05411-X.
- Ihr Kippy Kippenberger. Verlag Buchhandlung Walther König, Köln 2006, ISBN 3-86560-051-4.

## Filmografie
- 1971: Die Zelle – Träume und Albträume vom Wohnen (NDR, Dokumentarfilm gemeinsam mit Stefan Aust)
- 1974: Büromänner (Regie, Drehbuch), Dokumentarfilm, NDR
- 1978: Der kleine Godard (Darstellerin)
- 1978: Liebe und Abenteuer (Regie, Drehbuch, Produzentin), Spielfilm, ZDF
- 1980: Frangipane (Regie, Drehbuch), Dokumentarfilm, WDR
- 1982: Zwischen den Zeiten (Regie, Drehbuch), Dokumentarfilm, WDR
- 1982: Etwas wird sichtbar (Darstellerin)
- 1984: Der Beginn aller Schrecken ist Liebe (Darstellerin)
- 1986: Warten auf Marie (Regie, Drehbuch, Schnitt, Produktion)